# Luis Montt Dubournais
Manuel Luis Daniel Lucas Cipriano Montt Dubournais (Santiago, Región Metropolitana de Santiago; 27 de agosto de 1945- 14 de agosto de 2024), más conocido como Luis Montt Dubournais, fue un abogado y político chileno, y exalcalde de la comuna de La Reina.

## Primeros años de vida
Era hijo del exdiputado Manuel Montt Lehuedé y de Selma Elena Dubournais Sommer, y nieto de Isidoro Dubournais. Estudio en el Colegio del Verbo Divino.
Posteriormente estudió en la Escuela de Derecho de la Universidad de Chile y logró perfeccionarse mediante la obtención de becas en la Universidad de Lovaina, (Becas de O.E.A y del Reino de Bélgica).
Su vocación pedagógica la orientó como profesor de pre y postgrado en las Universidad de Chile y la Universidad Gabriela Mistral, y de postítulo en la Universidad del Desarrollo.

### Matrimonio e hijos
Contrajo matrimonio con Carmen Rettig Ide, pedagoga en educación familiar, con quien tuvo cinco hijos varones.

## Alcaldía de La Reina
Luego de haber ejercido un periodo como concejal de la comuna de la Reina (2000-2004), Fue elegido alcalde en las elecciones de 2004 con el 54,8 % de las preferencias por la misma comuna
En 2005 se integró al partido de centroderecha Renovación Nacional, renunciando a su militancia en julio de 2010. En la elección municipal de 2012 decidió postular a la reelección pero no en la lista de la Coalición por el Cambio sino como candidato independiente; esto generó fisuras en la Alianza y una división al interior de la derecha que incidió en el triunfo de la Concertación. El 6 de diciembre dejó su cargo al igual que el resto de los alcaldes de Chile.

## Historia electoral

### Elecciones municipales 2000
Alcalde y concejales para la comuna de La Reina
| Candidato                    | Partido | Votos  | %     | Resultado |
| ---------------------------- | ------- | ------ | ----- | --------- |
| Fernando Castillo Velasco    | PDC     | 17.973 | 35,66 | Alcalde   |
| Elizabeth Armstrong González | UDI     | 12.587 | 24,97 | Concejal  |
| Luis Montt Dubournais        | Ind.-RN | 12.064 | 23,93 | Concejal  |
| Adriana Muñoz Barrientos     | PDC     | 2.868  | 5,69  | Concejal  |
| Sergio Valderrama Saavedra   | PRSD    | 839    | 1,66  | Concejal  |
| Andrés Ugarte Navarrete      | UDI     | 182    | 0,36  | Concejal  |

### Elecciones municipales 2004
Alcalde  para la comuna de La Reina
| Candidato                  | Partido | Pacto                    | Votos  | %     | Resultado |
| -------------------------- | ------- | ------------------------ | ------ | ----- | --------- |
| Luis Montt Dubournais      | Ind.-RN | Alianza                  | 25.185 | 54,85 | Alcalde   |
| Paulina Hunt Precht        | PH      | Juntos Podemos           | 2.860  | 6,23  |           |
| Carolina Rossetti Gallardo | PS      | Concertación Democrática | 17.872 | 38,92 |           |

### Elecciones municipales 2008
Alcalde  para la comuna de La Reina
| Candidato                     | Partido | Pacto                    | Votos  | %     | Resultado |
| ----------------------------- | ------- | ------------------------ | ------ | ----- | --------- |
| Luis Montt Dubournais         | RN      | Alianza                  | 24.335 | 51,84 | Alcalde   |
| Marcela Andrea Latorre Robles | PH      | Juntos Podemos           | 3.012  | 6,42  |           |
| David Cabedo Rosas            | PRI     | Por un Chile Limpio      | 1.347  | 2,87  |           |
| Sara Campos Sallato           | PDC     | Concertación Democrática | 18.249 | 38,87 |           |

### Elecciones municipales 2012
Alcalde  para la comuna de La Reina
| Candidato                           | Partido | Pacto                        | Votos  | %     | Resultado |
| ----------------------------------- | ------- | ---------------------------- | ------ | ----- | --------- |
| Luis Montt Dubournais               | Ind.    | Independiente Fuera de Pacto | 10.432 | 29,26 |           |
| Juan Guillermo Ossa Lagarrigue      | PH      | Mas Humanos                  | 2.989  | 8,38  |           |
| María Catalina del Real Mihovilovic | RN      | Coalición                    | 10.203 | 28,61 |           |
| Raúl Donckaster Fernández           | PDC     | Concertacion Democrática     | 12.034 | 33,75 | Alcalde   |